# Radu Portocală (medic)
Radu Portocală (n. 30 martie 1915, Brăila - d. 30 noiembrie 1993, Atena) a fost un medic român, cercetător în domeniul inframicrobiologiei. 
A fost director științific al Institutului de Virusologie „Ștefan S. Nicolau” din 1968 până în 1973, fiind și membru fondator al acestui institut. În ultimii ani de activitate a lucrat la Institutul „Pasteur” din Atena, conducând o echipă de cercetători în domeniul virusologiei moleculare. Cercetările sale au vizat biochimia acizilor nucleici virali și interacțiunile genomului viral cu diverși agenți chimici și fizici.
Radu Portocală a fost membru corespondent al Academiei de Științe Medicale, precum și al Academiei de Medicină din România. În 1957 a primit premiul „Victor Babeș” al Academiei Române, iar în cei 47 de ani de carieră a publicat 274 de lucrări științifice în domeniul virusologiei.
Medicul Radu Portocală a fost fiul avocatului Radu Portocală, primarul municipiului Brăila. A fost căsătorit cu Esmeralda Papudoff și au avut un fiu, scriitorul Radu Portocală, născut în 1951. S-a stabilit la Atena în 1976.

## Distincții
- Ordinul Muncii clasa a III-a (31 decembrie 1962) „pentru merite deosebite în muncă în domeniul cercetărilor de inframicrobiologie și pentru activitatea depusă în organizarea celui de al III-lea Congres Internațional de Patologie Infecțioasă”[4]